# Hearst Tower
L'Hearst Tower è un grattacielo di New York situato all'indirizzo 300 West 57th Street e 959 Eighth Avenue, nei pressi di Columbus Circle, a Midtown Manhattan.
Al suo interno vi è la sede mondiale della Hearst Communications, oltre che ospitare gli uffici e le sedi di altre società di comunicazione e media, tra cui Cosmopolitan, Esquire, Marie Claire, Harper's Bazaar, Good Housekeeping e Seventeen.